# Aérodrome de Zouar
L'aéroport de Zouar est un aéroport d'usage public situé près de Zouar dans le Tibesti au Tchad.